# Laurențiu Fulga
Laurențiu Fulga, pseudonimul lui Laurențiu Ionescu (n. 2 noiembrie 1916, Fulga de Jos județul antebelic Prahova – d. 16 noiembrie 1984, București) a fost un autor, dramaturg, eseist, jurnalist, publicist prozator, scriitor și traducător român.

## Familia
Laurențiu Fulga este fiul lui Tudor Ionescu și al Ecaterinei (n. Curculescu).

## Studii
Face școala primară din comuna Cioranii de Jos după care urmează cursurile Liceului Militar din Chișinău. Constatând lipsa de vocație pentru uniforma militară, Laurențiu Fulga se înscrie la Facultatea de Litere și Filozofie a Universității din București, unde își ia licența în anul 1941.

## Carieră militară
Laurențiu Fulga a participat la cel de al Doilea Război Mondial, fiind mobilizat pe front ca ofițer de rezervă, încă din anul 1941, când este grav rănit la Odessa. De asemenea este declarat mort la Cotul Donului și i se publică în țară necrologul în reviste literare după care cade prizonier. Luptă în acest război până la final ca voluntar chiar dacă este din nou rănit la Odessa. Revine în țară cu Divizia Tudor Vladimirescu ca voluntar în războiul antifascist, ceea ce mai târziu îi va aduce gradul de general. A fost înaintat la gradul de general-maior (cu o stea) în rezervă la 19 august 1974.
Jurnalist la diverse reviste de cultură militare, de astă dată cu grad de ofițer activ, între care Glasul armatei, Educația artistică și Viața militară (unde este numit redactor-șef adjunct) și consilier artistic la „Teatrul Armatei", până în anul 1961, când se retrage, dedicându-se exclusiv scrisului. Din 1968 până la sfârșitul vieții este vicepreședinte al Uniunii Scriitorilor. Publică și sub pseudonimul Delerei Ionescu.

## Carieră literară
Laurențiu Fulga debutează în proză în 1937 cu proza scurtă în "Bilete de papagal". Duce activitate editorială fiind colaborator la Viața Literară, Revista Fundațiilor Regale, Revista Literară, Universul Literar, Decalogul, Tribuna, Meșterul Manole, Gazeta Literară, Viața militară, Viața Românească, Cronica, Luceafărul, etc. Ca debut editorial, se poate considera anul 1942 cu volumul de nuvele "Străinul paradis".
Laurențiu Fulga a fost și autor de piese de teatru, needitate, jucate pe diverse scene, cum ar fi: "Este vinovată Corina?", "Ultimul mesaj", "Meșterul Manole" și "Ion Vodă cel Cumplit". Privind retrospectiv la activitatea sa în domeniul teatrului el a declarat:
„... considerându-le străine de structura sa intimă și infidele față de gândirea lui de la începuturi, le reneagă în modul cel mai vehement. De altfel, tocmai pentru a lămuri, o dată pentru totdeauna, chestiunea paternității acestor lucrări (paternitate supusă, la timpul respectiv, unor imixtiuni multiple și, azi, anonime), scriitorul s-a eliberat de memoria și povara lor arzându-le fără a fi șovăit o clipă”—Laurențiu Fulga

### Proză antumă
Consacrarea scriitoricească a venit pentru Laurențiu Fulga cu:
- 1956 - Eroica
- 1963 - Steaua Bunei Speranțe
- 1966 - Alexandra și Infernul - ecranizat în 1975, regia Iulian Mihu, cu Violeta Andrei, Romeo Partenie, Nicolae Radu
- 1970 - Moartea lui Orfeu
- 1975 - Volumul de povestiri fantastice "Straniul paradis"
- 1977 - Fascinația
- 1980 - Salvați sufletele noastre

Laurențiu Fulga  a făcut o mulțime de traduceri din literatura universală după autori consacrați cum au fost Albert Camus, B. Lavreniev, Galina Nikolaeva, A Serafimovici, etc.

## Pseudonime
- Laurențiu Fulga
- L. Delerei
- I. Laurențiu
- I. Laurențiu-Delerei

## Premii
- Premiul de Stat (1952);
- Premiul Ion Creangă al Academiei Române (1972).

### Distincții
- Ordinul Muncii clasa a II-a (21 august 1954) „pentru merite deosebite pe tărîmul construcției de stat, economice, sociale și culturale, cu ocazia celei de a zecea aniversări a eliberării patriei noastre”[6]
- Ordinul „Meritul Cultural” clasa I (21 august 1979) „pentru contribuția deosebită adusă la înfăptuirea politicii Partidului Comunist Român de făurire a societății socialiste multilateral dezvoltate în patria noastră, cu prilejul celei de-a 35-a aniversări a revoluției de eliberare socială și națională, antifascistă și antiimperialistă”[7]

## Opera

### Proză
- Straniul paradis, nuvele, București, 1942 (ed. nouă, 1975);
- 'Eroica, roman, București, 1956;
- Steaua Bunei Speranțe, roman, București, 1963;
- Concertul pentru două viori, București, 1964;
- Alexandra și infernul, roman, București, 1966 (ed. II, 1968; ed. III, 1974; ed. IV, pref. de A. Martin, 1976; ed. V, pref. de M. Iorgulescu, 1987);
- Doamna străină, nuvele, București, 1968;
- Moartea lui Orfeu, roman, București, 1970 (ed. II, 1972);
- Sinteza, București, 1971;
- Fascinația, roman, București, 1977;
- Salvați sufletele noastre, roman, București, 1980 (ed. II, pref. de M. Zaciu, 1984);
- E noapte și e frig, seniori, București, 1983 (altă ediție, pref. de M. Zaciu, 1987).

### Dramaturg
- "Este vinovată Corina?",
- "Ultimul mesaj",
- "Meșterul Manole"
- "Ion Vodă cel Cumplit".

### Traduceri
- V. Visnevski, Neuitatul an 1919, trad. de L. Fulga și Ada Chirilă, București, 1951;
- Fulga Zuravlev, Soldatul Antipov, trad. de - și Nina Melincen-co, București, 1951;
- A. P. Serafimovici, Torentul de fier, trad. de L. Fulga și Ada Steinberg, București, 1959;
- Galina Nikolaeva, Bătălie în mars, I-II, trad. de L. Fulga și N. Stoenescu, București, 1960;
- V. Kocetov, Frații Ersov, trad. de L. Fulga și M. Cardas, București, 1960;
- Vilis Latis, După furtună, trad. de L. Fulga și I. Ionescu, București, 1965;
- A. Camus, Teatru, trad. de L. Fulga, Marcel Aderca, V. Const. Bercescu ș.a.m.d., București, 1970.